# Edmonia Lewis
Edmonia Lewis (Rensselaer, 4 luglio 1844 – Londra, 17 settembre 1907) è stata una scultrice statunitense.
Mary Edmonia Lewis trascorse gran parte della sua carriera a Roma, in Italia. Fu la prima donna afro-americana con radici native a raggiungere la fama e il riconoscimento internazionale come scultrice nel mondo delle arti. Il suo lavoro incorpora temi legati al popolo nero e indigeno d'America in sculture di stile neoclassico. Fece la sua apparizione durante la Guerra Civile e, alla fine del XIX secolo, fu l'unica donna ad aver partecipato e aver ottenuto dai riconoscimenti nel movimento artistico degli Stati Uniti. Nel 2002, il professor Molefi Kete Asante collocò Edmonia Lewis nella lista dei 100 più importanti afroamericani.      

## Biografia
Di padre di discendenza afro-haitiana e madre di Mississauga Ojibwe (uno dei più grandi popoli nativi del Nord America, ora Canada), l'artista rimase orfana nella sua prima infanzia e andò a vivere con le sue zie materne. Suo fratello lasciò la tribù nomade di sua madre e divenne un minatore d'oro in California durante la Febbre dell'oro. 
All'età di 15 anni, Lewis si iscrisse all'Oberlin College, dove si appassionò all'arte. Tuttavia, durante il suo soggiorno in questo centro, il primo negli Stati Uniti ad ammettere studenti afro-americani, subì numerosi episodi di discriminazione. 
Dopo la sua permanenza a Oberlin, si trasferì a Boston nel 1864, dove cercò di intraprendere la carriera di scultrice. Dopo aver ricevuto vari rifiuti, incontrò Edward A. Brackett, uno scultore i cui clienti includevano alcuni dei più famosi abolizionisti dell'epoca. Lewis lavorò con Brackett fino al 1864. Il suo lavoro rese omaggio agli abolizionisti e agli eroi della Guerra Civile del suo tempo, inclusi John Brown e il colonnello Robert Gould Shaw. 
Il successo la portò così a Roma. In Italia, Edmonia Lewis si unì a una cerchia di artisti espatriati e aprì il suo studio. Durante questo periodo, iniziò a scolpire nel marmo, concentrandosi sul naturalismo e sui temi relativi agli afro-americani e ai nativi americani. 
Un altro punto culminante della sua carriera fu la sua partecipazione nel 1876 alla "Centennial Exposition" di Philadelphia, per la quale creò un pezzo monumentale di circa 1400 kg, che intitolò "La Morte di Cleopatra". 
Edmonia Lewis scrisse nel 1864: "Non c'è nulla di così bello come la foresta libera: prendi un pesce quando hai fame, tagli i rami di un albero, fai un fuoco per arrostirlo e mangiarlo all'aperto, è il più grande di tutti i lussi. Non starei una settimana rinchiusa nelle città, se non fosse per la mia passione per l'arte" (citata in Letter From L. Maria Child, National Anti-Slavery Standard, 27 Feb. 1864).

## Nella cultura di massa
La figura di Lafanu Brown nel romanzo La linea del colore (2020) di Igiaba Scego è ispirata in parte a Lewis, in parte a Sarah Parker Remond, ostetrica afro-americana che visse a Roma nello stesso periodo.